# دانشکده فنی و مهندسی میانه دانشگاه تبریز
دانشکده فنی و مهندسی میانه یکی از دانشکده‌های دانشگاه تبریز است که خارج از سایت اصلی این دانشگاه و در شهر میانه استان آذربایجان شرقی واقع شده‌است. این دانشکده از سال ۱۳۹۰ خورشیدی با پذیرش دانشجو در رشته کارشناسی مهندسی مکانیک شروع به فعالیت کرده‌است.